# オークランズ・ヒストリック・ハウス・ミュージアム
オークランズ・ヒストリック・ハウス・ミュージアム（英: Oaklands Historic House Museum）は、アメリカ合衆国テネシー州マーフリーズボロにある大邸宅。独特なイタリア風デザインが特徴で、アメリカ合衆国国家歴史登録財に指定されている。
この邸宅は南北戦争の最中に南軍と北軍の双方から滞在を申請される。最も著名な訪問客は1862年12月、アメリカ連合国（南部）の大統領であったジェファーソン・デイヴィスであったと言われている。その後この大邸宅は廃墟となりマーフリーズボロによって取り壊されたが、オークランズ協会という女性グループにより当時の威厳を取り戻した。そして1960年代初頭、博物館として一般公開される。現在では世界中から毎年何千人もの訪問客が訪れている。